# 狗尾草黑粉菌
狗尾草黑粉菌（学名：Ustilago neglecta）是属于黑粉菌目黑粉菌科黑粉菌属的一种真菌，寄生在狗尾草属植物上。该种分布于中国、朝鲜、日本、越南、印度、哈萨克斯坦、吉尔吉斯斯坦、乌兹别克斯坦、土库曼斯坦、格鲁吉亚、巴基斯坦、立陶宛、俄罗斯、白俄罗斯、乌克兰、波兰、匈牙利、德国、奥地利、瑞士、法国、西班牙、意大利、斯洛伐克、加拿大、美国等地。